# Dezinformační web
Dezinformační web je dezinformační médium pracující online, formou webových stránek. Jednoznačná a ucelená definice neexistuje, mají však často podobné charakteristiky. Obvykle pracují takovým způsobem, který vede k vytváření senzace, cíleně zveličují a zkreslují, poskytují zásadně větší prostor jedné straně a vynechávají některá fakta, což vede k částečné nebo úplné nepravdivosti sdělení. Účelem dezinformačních webů je tedy vytváření a sdílení dezinformací, čímž se liší od běžných médií založených na ověřování fakt a šíření informací. Liší se rovněž od alternativních médií (i když se za ně někdy prohlašují), jejichž cílem je vyjádření určité sociální skupiny.

## Charakteristika
Dezinformační weby záměrně předkládají dezinformace, to je falešné, nekompletní či zavádějící informace. Tím se liší od neúmyslného nepravdivého informování, tzv. misinformace.
Častým identifikačním znamením jsou senzační titulky, které často ani nekorespondují s tématem článku. Dezinformační weby mnohdy šíří konspirační teorie, falešné zprávy (fake news) nebo poplašné zprávy (hoaxy). Své pojetí pravdy někdy maskují jako „alternativní fakta“, samy se někdy označují jako „alternativní média“ a atakují zavedená mainstreamová média obviňováním ze lží a zatajování fakt.
Dezinformačním webům často chybí dohledatelný zdroj. Nejde přitom jen o původ článku, ale i o jeho autora (oblíbený autor „redakce“) nebo majitele či provozovatele webové stránky.

### Ekonomické aspekty
U dezinformačních webů se často může jednat o čistě podnikatelský projekt. Nepravdivé a skandální informace vyvolávají větší pozornost a návštěvnost než informace pravdivé, přitom výrobní náklady jsou nižší. Zajišťují provozovateli webu příjem z reklam.
Existují též dezinformační weby, na kterých se reklama nevyskytuje. Motivem bývá vlastní přesvědčení autorů a financovány jsou třeba ze sbírek čtenářů a podporovatelů.
Weby propagující ideologii někdy mohou být financovány zainteresovanou zemí, v českých podmínkách například Ruskem (agentura Sputnik uvádí přímé napojení na Moskvu), v Itálii bylo pozorováno šíření dezinformací pocházejících z Číny.

## Dezinformační weby v Česku

### Obsah a používané techniky
Vybrané české dezinformační weby analyzovala v březnu 2016 studie Fakulty sociálních studií Masarykovy Univerzity Analýza manipulativních technik na vybraných českých serverech. Analýzou článků na serverech Sputnik, AC24, Parlamentní listy a Svět kolem nás byl vyvozen závěr, že v téměř 40 % vybraných článků se objevovala manipulativní technika svalování viny, v cca 34 % zveličování a fámy, v téměř 18 % případů neopodstatněné nálepkování a téměř 8 % článků obsahovalo názor autora. Manipulace na sledovaných serverech (s výjimkou webu Svět kolem nás) nebyla ve formě manipulativních obrázků či videí. Přibližně třetina zpravodajství (30,2 %) zmiňovala Rusko. Tyto zmínky byly v 63,6 % s neutrálním vyzněním. Články vyznívající pro Rusko pozitivně i kriticky byly zastoupeny přibližně stejně. Pořadí deseti nejvíce zmiňovaných politiků bylo následovné (1.–10. místo): Miloš Zeman (toho času prezident ČR), Andrej Babiš (toho času ministr financí ČR), Vladimir Putin (toho času prezident Ruska), Bohuslav Sobotka (toho času premiér ČR), Angela Merkelová, Si Ťin-pching, Miroslav Kalousek, Barack Obama, Donald Trump, Recep Tayyip Erdoğan.
Kromě zmíněných manipulativních technik dezinformační weby své články často falešně zaštiťují odborníky, jejichž jména ale často nejsou příliš známá nebo dohledatelná.
Pochybnosti o serióznosti článku nebo webového média lze potvrdit nebo vyvrátit pomocí techniky zvané fact-checking.

### Obrana proti dezinformacím
Bezpečnostní informační služba považuje proruské dezinformační weby za jednu ze součástí systému ruské hybridní strategie a součást krycí kouřové clony, v níž a za níž se kryjí jiné zásadnější aktivity s vazbou na Rusko a jeho zájmy. Výroční zpráva Bezpečnostní informační služby za rok 2017 sděluje: „Drtivá většina dezinformačních webů v českém jazyce je dílem českých (ideologicky motivovaných a přesvědčených o škodlivosti NATO, EU, USA, liberální demokracie či prvoplánově proruských) občanů, které nepodporují ruské entity.“, „… nezpochybňujeme, že tito lidé a jejich webové projekty zneužívá ruská strana pro šíření propagandy a dezinformací či pro podporu jiných komponentů hybridní strategie“.
Za bezpečnostní hrozbu označila dezinformační weby ve své výroční zprávě za rok 2018 Národní centrála proti organizovanému zločinu služby kriminální policie a vyšetřování (NCOZ). Podle ní tato média mohou výrazně podporovat vyhraněnost a radikální názory svých čtenářů, diváků či posluchačů. Existuje určitá míra synergie mezi alternativními médii a populistickými subjekty, které vzájemně sdílejí stejná témata i názorové postoje a šíří domněnky, poplašné zprávy a konspirační teorie. Šířením dezinformací jsou i mobilizační kampaně některých politických hnutí, které jsou založeny na vytváření atmosféry strachu, hrozeb z určitých skupin obyvatel a podněcování nenávisti.
Roku 2018 vznikla v České republice skupina „elfů“ pro aktivní boj s internetovými trolly, kteří šíří dezinformace a proruskou propagandu. Inspirovala se Litvou, kde podobná skupina působí již pět let a má stovky členů. Zdejší elfové jsou studenti, lékaři, učitelé, hasiči, podnikatelé, kybernetičtí specialisté, umělci, řemeslníci, vědci, policisté, vojáci i některé veřejně známé osobnosti. Elfové svou identitu tají a věnují se monitorování internetu jako dobrovolníci ve svém volném čase. Cílem elfů je odhalení falešných facebookových účtů, nebo konkrétních šiřitelů řetězových e-mailů se lživými nebo nenávistnými informacemi. Jazykovým rozborem zjistili, že někteří opakovaně používají rusismy. Jsou schopni vystopovat v kyberprostoru konkrétní původce a vytvářejí i databázi rozborů nejčastějších řetězových e-mailů, kde budou dezinformace uvádět na pravou míru. Elfové jsou také za facebookovým profilem Smějící se bestie nebo twitterovým účtem Občanská výchova.
V únoru 2020 vznikl spolek NELEŽ, sdružující profesionály, kteří se dlouhodobě zabývají komunikací, pracují s daty nebo se věnují médiím. Proti masivnímu šíření lží a nenávisti na dezinformačních webech se rozhodli bojovat vytvořením blacklistu těchto webů, který poskytnou zadavatelům reklam a upozorní firmy, v jakém sousedství se objevuje jejich inzerce. Aktivita NELEŽ je apolitická a členové spolku tuto službu vykonávají bez nároku na honorář. Zakladateli NELEŽ jsou Roman Číhalík, Bob Kartous, František Vrabel, Petr Vlasák, Richard Stiebitz, Pavel Sobek, Ivan Manolov a Kateřina Hobrlandová.
Škodlivost dezinformačních webů si začínají uvědomovat i inzerenti. V Česku vznikl v rámci hackathonu »Jak posílit svobodnou a demokratickou společnost?« projekt Fair Advertising, který se snaží otevřít dialog o financování fake news prostřednictvím nekonfliktní veřejné komunikace se zástupci firem. Cílem je, aby firmy pochopily, že dezinformace spadají do jejich společenské odpovědnosti. K výzvě se připojilo mnoho velkých inzerentů, jako jsou T-Mobile, Česká spořitelna, HBO nebo Bauhaus. Někteří zprostředkovatelé reklamy už svým klientům dávají možnost na těchto internetových stránkách neinzerovat. Výsledkem je, že pro dezinformátory je stále obtížnější lukrativní prodej reklamního prostoru.

### Blokování dezinformačních webů v Česku
Po invazi Ruska na Ukrajinu požádala dne 25. února 2022 vláda Petra Fialy a Vojenské zpravodajství (žádalo o zablokování 22 webů) sdružení CZ.NIC o blokování dezinformačních webů, které šířily v Česku ruskou propagandu obhajující invazi. Sdružení CZ.NIC poté zablokovalo osm českých doménových jmen, na kterých byly weby provozovány. Byly jimi: Aeronet.cz, Protiproud.cz, Ceskobezcenzury.cz, Voxpopuliblog.cz, Prvnizpravy.cz, Czechfreepress.cz, Exanpro.cz, Skrytapravda.cz. Zablokovány nebyly weby Ac24.cz, cz.sputniknews.com, Cz24.news, Eurabia.cz, Infokuryr.cz, narodninoviny.cz, Novarepublika.cz, Nwoo.org, Pravyprostor.cz, Rukojmi.cz, Slovanskenebe.com, Svobodnenoviny.eu, Svobodny-vysilac.cz, Zvedavec.org. K blokování se přidali čeští mobilní operátoři a další tuzemští poskytovatelé internetového připojení sdružení v Asociaci provozovatelů mobilních sítí, kteří od 1. března 2022 zablokovali přístup ještě k dalším šesti webům provozovaným mimo českou doménu: cz.sputniknews.com, Cz24.news, Nwoo.org, Slovanskenebe.com, Svobodnenoviny.eu a Zvedavec.org.
Tuzemské soudy na toto rozhodnutí přijaly několik žalob. První z nich podal Václav V. a Městský soud v Praze ji 21. července 2022 odmítl s tím, že neexistuje právo na informace z konkrétní webové stránky. Nejvyšší správní soud rozhodnutí potvrdil 2. února 2023 a rozhodl také, že neutrpěla svoboda projevu spočívající v právu na informace a nešlo ani o zásah veřejné moci bez zákonného podkladu do základních lidských práv, i kdyby stát faktickou blokaci vynutil, k čemuž však v tomto případě ani nedošlo. Vláda proklamovala záměr připravit zákon stanovující jasná pravidla pro blokování, avšak v únoru 2023 ještě neexistoval. Na konci února 2024 Městský soud v Praze rozhodl, že pozastavení přístupu k webům bylo nezákonné, neboť se opíralo o právně nezávaznou výzvu vlády, nikoli závazné rozhodnutí státní správy.

### Seznam dezinformačních webů v Česku
V České republice začal vzrůstat počet dezinformačních webů v roce 2014. Jejich seznam byl zveřejněn na stránkách časopisu Respekt, na webu Neovlivní.cz a uvedl ho ve svém reportu i Think-tank Evropské hodnoty. Svůj seznam dezinformačních webů si vytvořilo i Ministerstvo vnitra, ten je ovšem neveřejný, přičemž poslední verze seznamu se na veřejnosti objevila v roce 2017.

### Rozhraní dezinformačních webů a zábavy
Analýza obsahu datového analytika Josefa Šlerky v říjnu 2017 ukázala tři téměř uzavřené klastry – tradiční zpravodajská média, alternativní a dezinformační weby a weby zprostředkující zábavu. Časopis Týden, patřící pod vydavatelství Empresa Media ovládané mediálním podnikatelem Jaromírem Soukupem, zveřejňoval zpravodajské informace i fake news a stál uprostřed mezi oběma klastry.

### Dezinformační TV
- TV Raptor, provozuje Žarko Jovanovič, vlastníkem je firma Maja Bohemia, patřící jeho matce.[32]
- Svobodný vysílač, za redaktora je vydáván Pavel Hlávka[33][34]

### Čeští uživatelé internetu a dezinformační weby
Podle výzkumu agentury Nielsen Admosphere pro Nadační fond nezávislé žurnalistiky z dubna 2019, který shrnuje data od 1015 respondentů, českých uživatelů internetu starších patnácti let, si zkušenost s dezinformačními weby vybavuje 55 % uživatelů internetu. Nejvíce respondentů, kteří nevěděli, zda se setkali s fake news, bylo ve skupině uživatelů internetu starších 55 let, jednalo se o 42 % uživatelů. Za dezinformační weby pak v roce 2019 čeští internetoví uživatelé považovali Blesk (17 %), Parlamentní listy (16 %), Facebook (12 %), Aeronet (9 %) a českou mutaci ruského zpravodajského serveru Sputnik News (9 %). To znamená, že část uživatelů internetu zaměňuje bulvární a dezinformační média.

## Dezinformační weby v zahraničí

### Evropská unie
EU v březnu roku 2015 vytvořila East StratCom Task Force, který reaguje na dezinformační kampaně ze strany Ruska. K prezentaci jim sloužím Twitterový kanál EUvsDisinfo.

### Německo
Německá zpravodajská služba označuje Rusko za hrozbu, která ovlivnila například volby v roce 2017 prostřednictvím kyberútoků. Německá kancléřka Merkelová označuje za nebezpečí právě dezinformační weby.

### Polsko
Poláci označují za dezinformační informační kanál Russia Today, který je různými polskými weby kopírován a jeho obsah tak šířen několika kanály.

### Rakousko
Rakousko se v roce 2016 potýkalo se šířením falešných zpráv skrze falešné profily na Facebooku.